# Florent Rouamba
Florent Rouamba (Ouagadougou, 31 de Dezembro de 1986) é um futebolista burquinense que atua como meia, atualmente defende o CA Bastia.

## Carreira
Moussa Yedan representou o elenco da Seleção Burquinense de Futebol no Campeonato Africano das Nações de 2017.

## Títulos
Burkina Faso
- Campeonato Africano das Nações: 2013 - 2º Lugar.